# Roger Troisfontaines
Pour les articles homonymes, voir Troisfontaines (homonymie).
Roger Troisfontaines (né à Liège le 24 août 1916 - mort à Bruxelles le 6 mai 2007) est un père jésuite, qui fut professeur de philosophie, de psychologie et de morale aux Facultés Notre-Dame de la Paix à Namur (1950-1984), professeur de sciences religieuses et de déontologie de l'Université catholique de Louvain (1967-1988), et directeur du Centre international Lumen Vitae (1984-1991). Ses recherches concernent l’existentialisme. Il a fait connaître la caractérologie de Heymans au monde francophone.